# Швед Сергій Олександрович
Сергі́й Олекса́ндрович Шве́д — майор Збройних сил України, учасник російсько-української війни.

## Нагороди
- Орден Богдана Хмельницького III ступеня (21 серпня 2014) — за особисту мужність і героїзм, виявлені у захисті державного суверенітету та територіальної цілісності України, вірність військовій присязі, високопрофесійне виконання службового обов'язку.[1]
- Орден «За мужність» III ступеня (27 листопада 2014) — за особисту мужність і героїзм, виявлені у захисті державного суверенітету та територіальної цілісності України.[2]
- Медаль «За військову службу Україні»[3]